# Schwarz-Pappel
Die Schwarz-Pappel oder Schwarzpappel (Populus nigra), auch Saarbaum genannt, ist eine Pflanzenart aus der Gattung der Pappeln (Populus) in der Familie der Weidengewächse (Salicaceae). Sie ist in Eurasien und Nordafrika weitverbreitet.

## Beschreibung

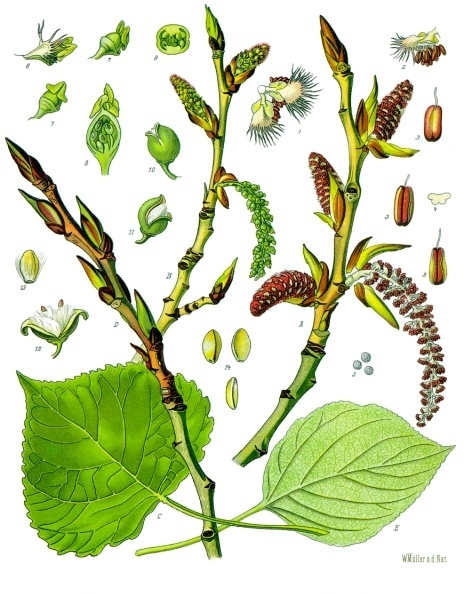
Illustration aus Köhler's Medizinalpflanzen – „Schwarzpappel: A männlicher, B weiblicher Blütenzweig, natürl. Grösse; C Blatt von Populus nigra, desgl.; D Zweig mit Knospen, desgl.; E Blatt von Populus italica, desgl.; 1 u. 2 männliche Blüte, vergrössert; 3 Staubgefässe von verschiedenen Seiten, desgl.; 4 Beutel im Querschnitt, desgl.; 5 Pollen, desgl.: 6 weibliche Blüte mit Deckschuppe, desgl.; 7 dieselbe ohne Deckschuppe, desgl.; 8 Fruchtknoten im Längsschnitt, desgl.; 9 derselbe im Querschnitt, desgl.; 10 u. 11 Frucht, desgl.; 12 dieselbe geöffnet, desgl.; 13 Same, desgl.“

### Vegetative Merkmale
Die Schwarz-Pappel wächst als laubabwerfender Baum, der unter günstigen Standortbedingungen Wuchshöhen von bis über 30 Metern, selten bis über 40 Metern erreichen kann. Ältere Exemplare der Schwarz-Pappeln sind von mächtigem, knorrigem Wuchs. In Deutschland sind Exemplare mit Stammdurchmessern von über 2 Metern bekannt, selten kann ein Durchmesser bis über 3 Metern erreicht werden. Der Stamm weist eine graubraune Borke mit grober, x-förmiger Struktur auf, die durch quer verlaufende Korkwülste sehr eigenartig ist. Auch die Bildung von Wasserreisern und Maserknollen führt oft zu bizarren Stammformen. Die Baumkronen sind unregelmäßig aufgebaut und ausladend. Ihre Feinreiser sind nach oben gerichtet und erinnern an Reiserbesen. Schwarz-Pappeln werden durchschnittlich 100 bis 150 Jahre alt; in seltenen Fällen können sie ein Alter von über 300 Jahren, selten bis 400 Jahren erreichen. Junge Zweige haben einen runden Querschnitt und keine Korkrippen (Unterschied zu Hybridpappeln; siehe unten!).
Von den Knospen geht ein süßlicher Geruch aus. Es handelt sich hierbei um ein klebriges Harz (Cutin), welches Bienen sammeln, um daraus Propolis herzustellen.
Wie bei allen Pappeln unterscheiden sich die Laubblätter von Lang- und Kurztrieben eines Exemplars erheblich voneinander. Laubblätter an Kurztrieben weisen eine rhombische, an Langtrieben eine rhombisch-eiförmige Form auf. Das erste Nebenaderpaar der Blattadern verzweigt sich direkt am Übergang zwischen Blattstiel und Blattspreite von der Hauptader (Wolterson-Effekt). Artbestimmungen über Blattmerkmale können nur in Baumschulen an vegetativen Nachkommen der zu untersuchenden Altbäume mit so genannten Normblättern durchgeführt werden.

### Generative Merkmale
Die Schwarz-Pappel ist zweihäusig getrenntgeschlechtig (diözisch); es gibt also männliche und weibliche Bäume. Viele Blüten stehen in sogenannten Kätzchen zusammen, die noch vor dem Austrieb der Laubblätter erscheinen. Die männlichen Kätzchen sind bis zu 12 Zentimeter lang und hängen schlaff herab. Sie haben zwölf bis dreißig Staubblätter, deren Staubbeutel anfangs purpurrot sind. Die weiblichen Kätzchen sind zur Reife gestreckt. Deutlich erkennbar ist der Fruchtknoten mit zwei gelben Narben.
Die Chromosomenzahl beträgt 2n = 38.

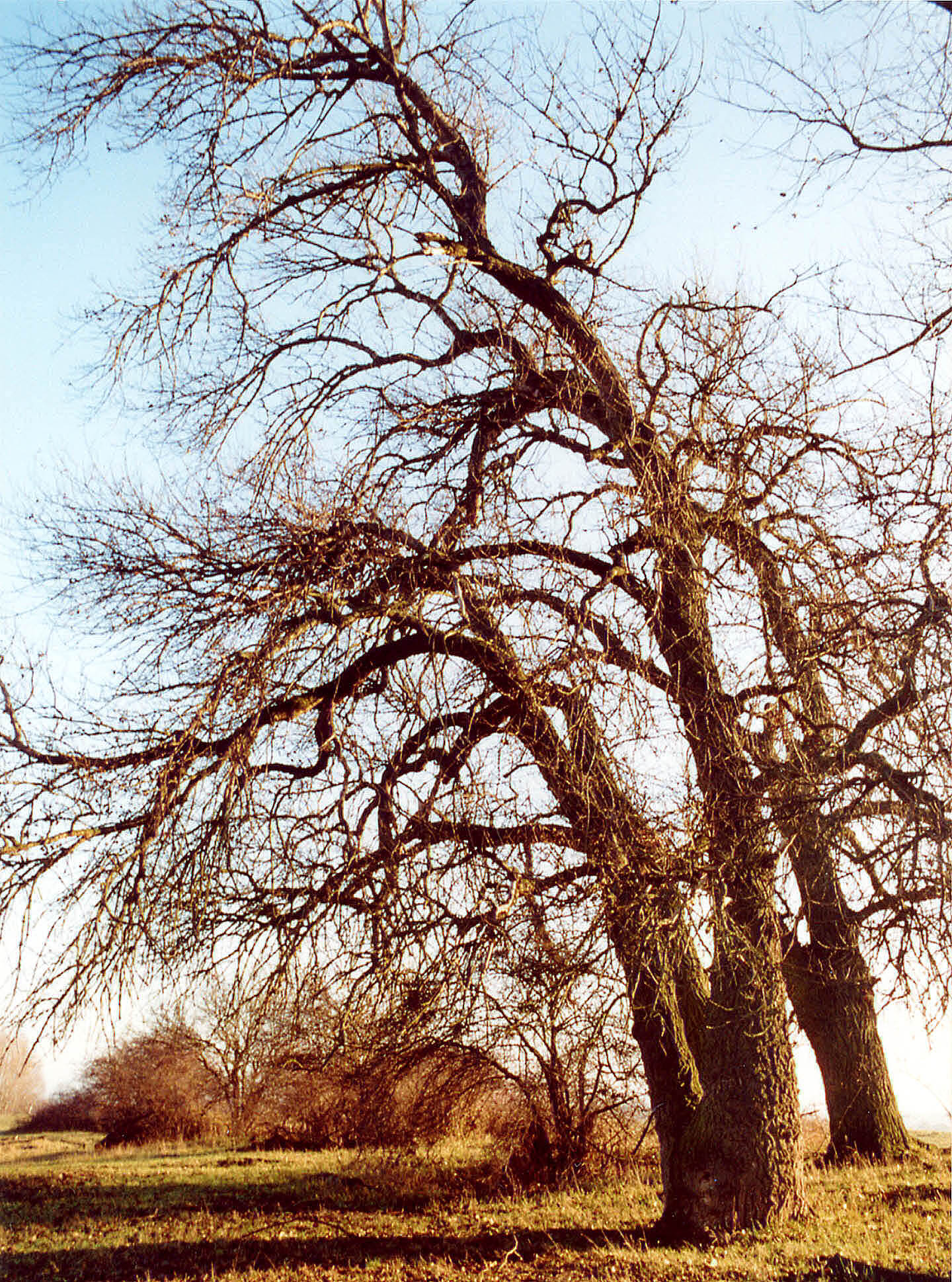
Alte Schwarz-Pappeln im Winteraspekt an der Elbe
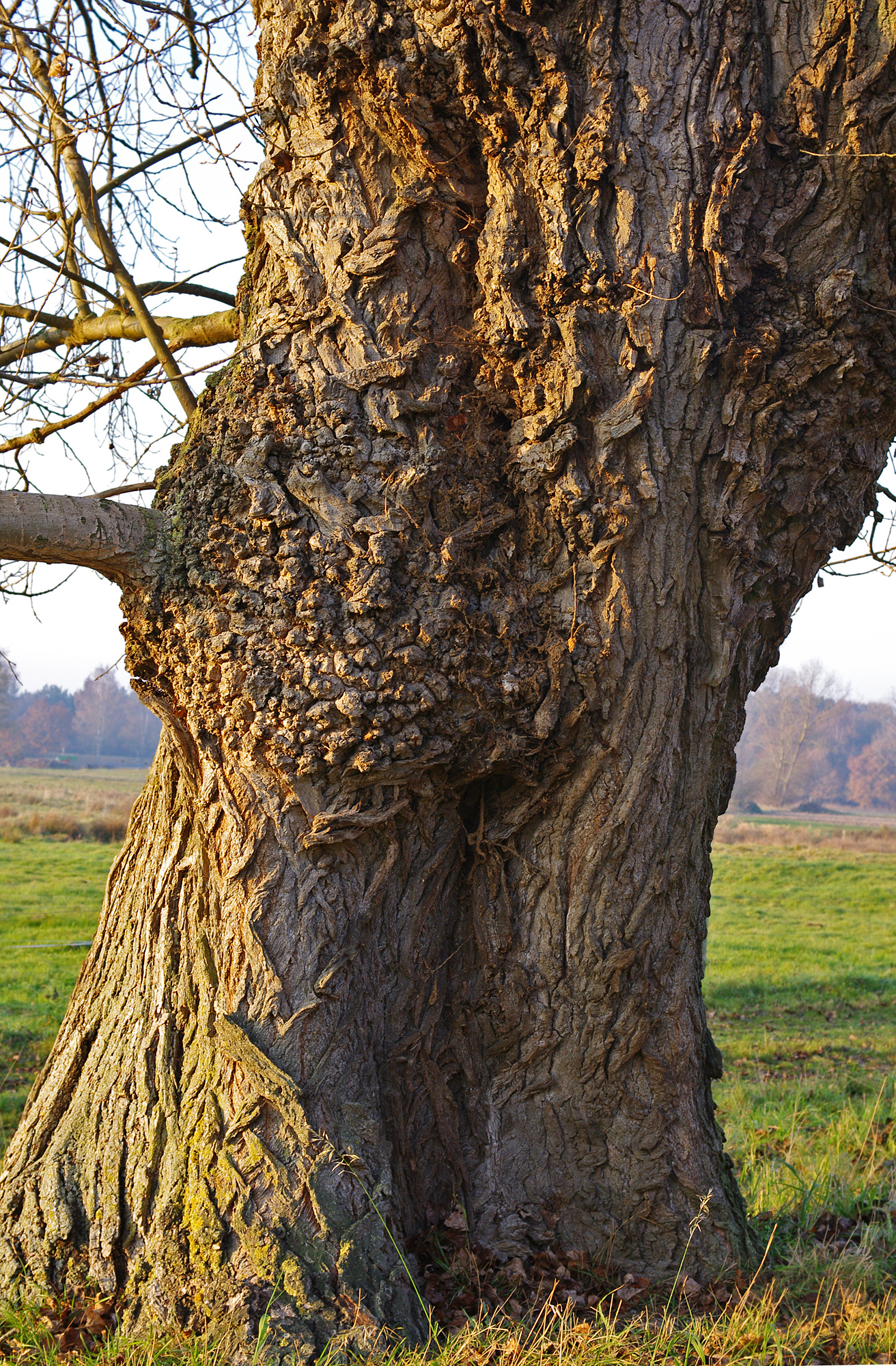
Echte Schwarz-Pappeln sind oft krumm gewachsen; Baum mit Maserknolle und unregelmäßiger Borke
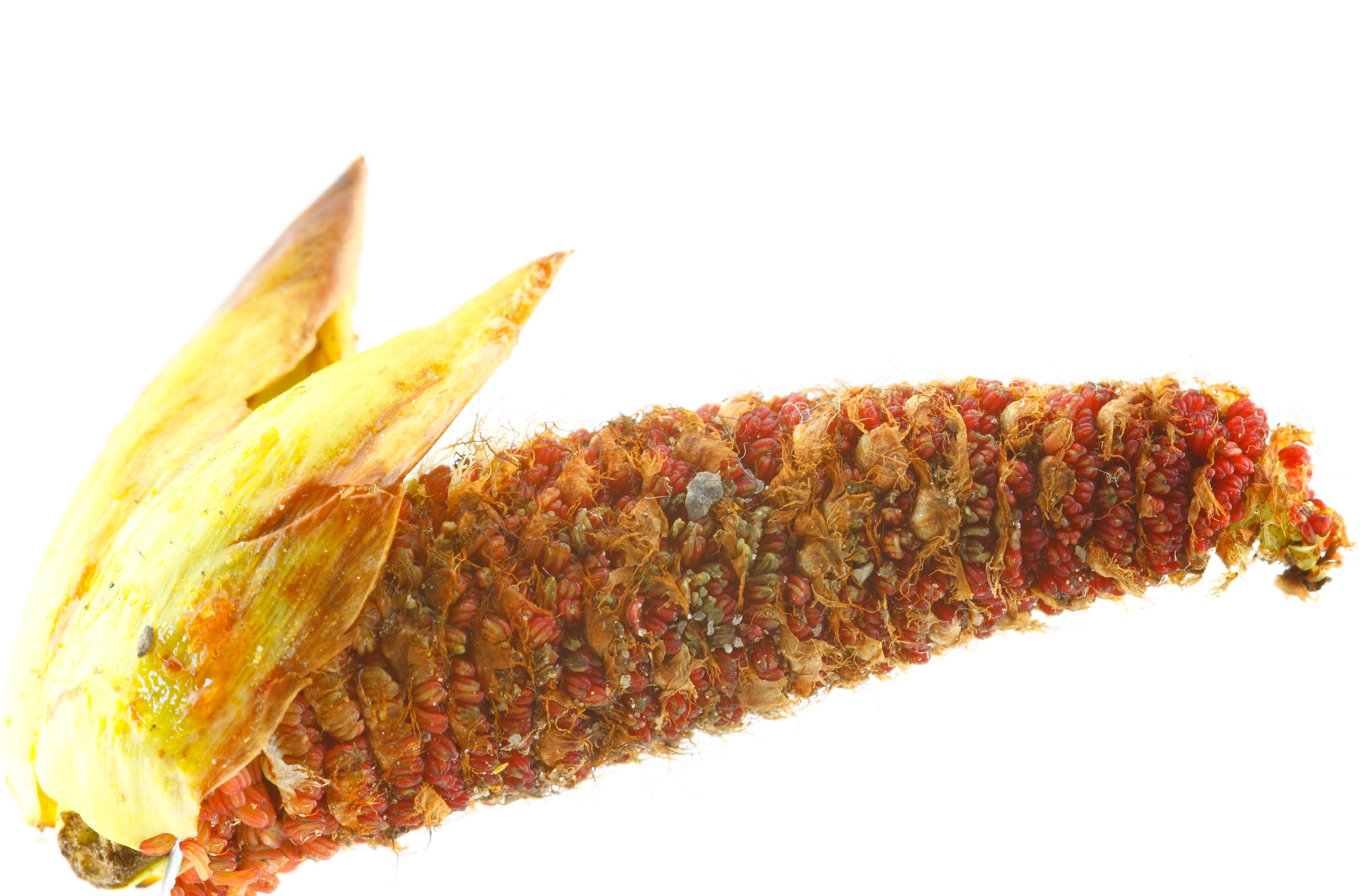
Männliches Kätzchen
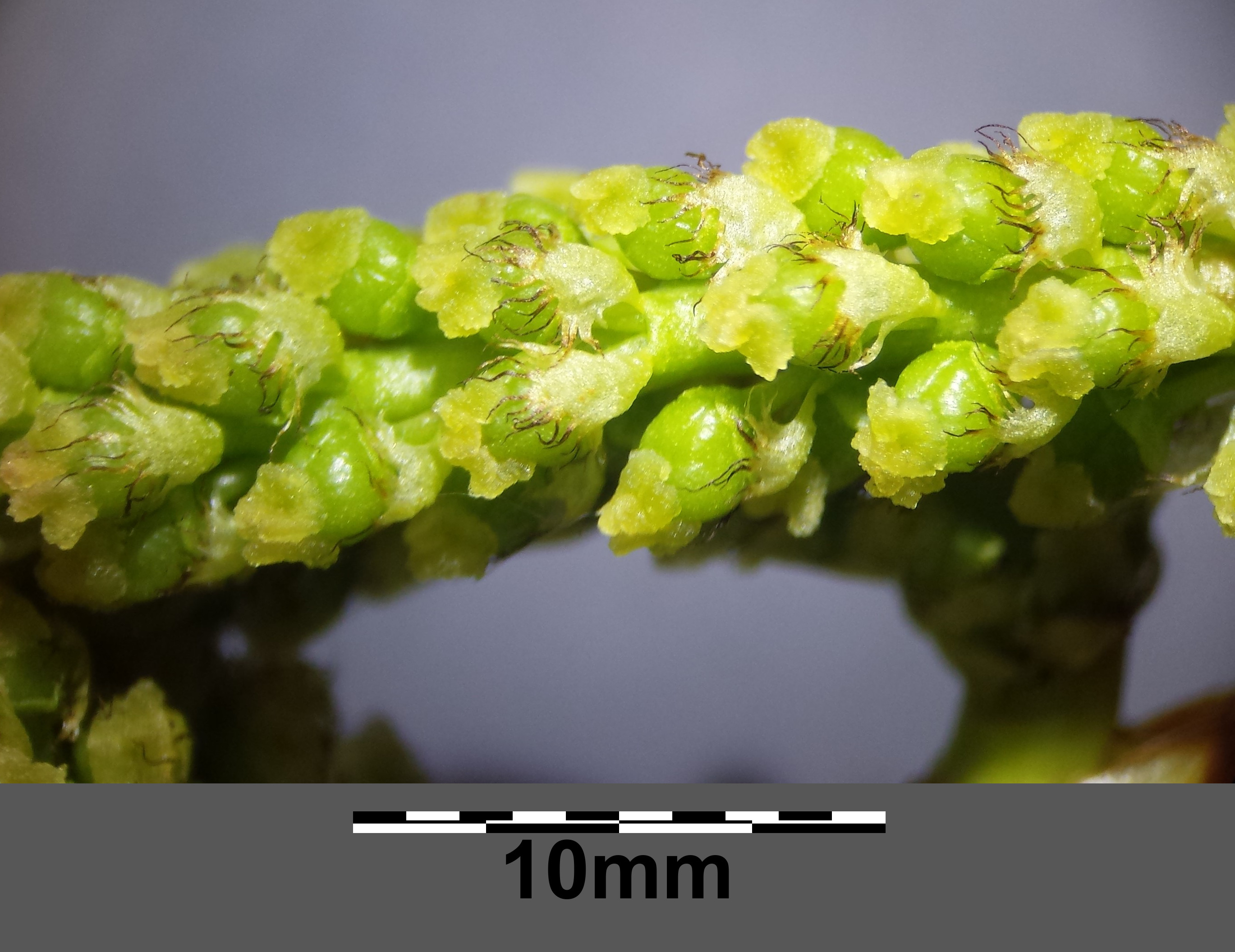
Weibliches Kätzchen
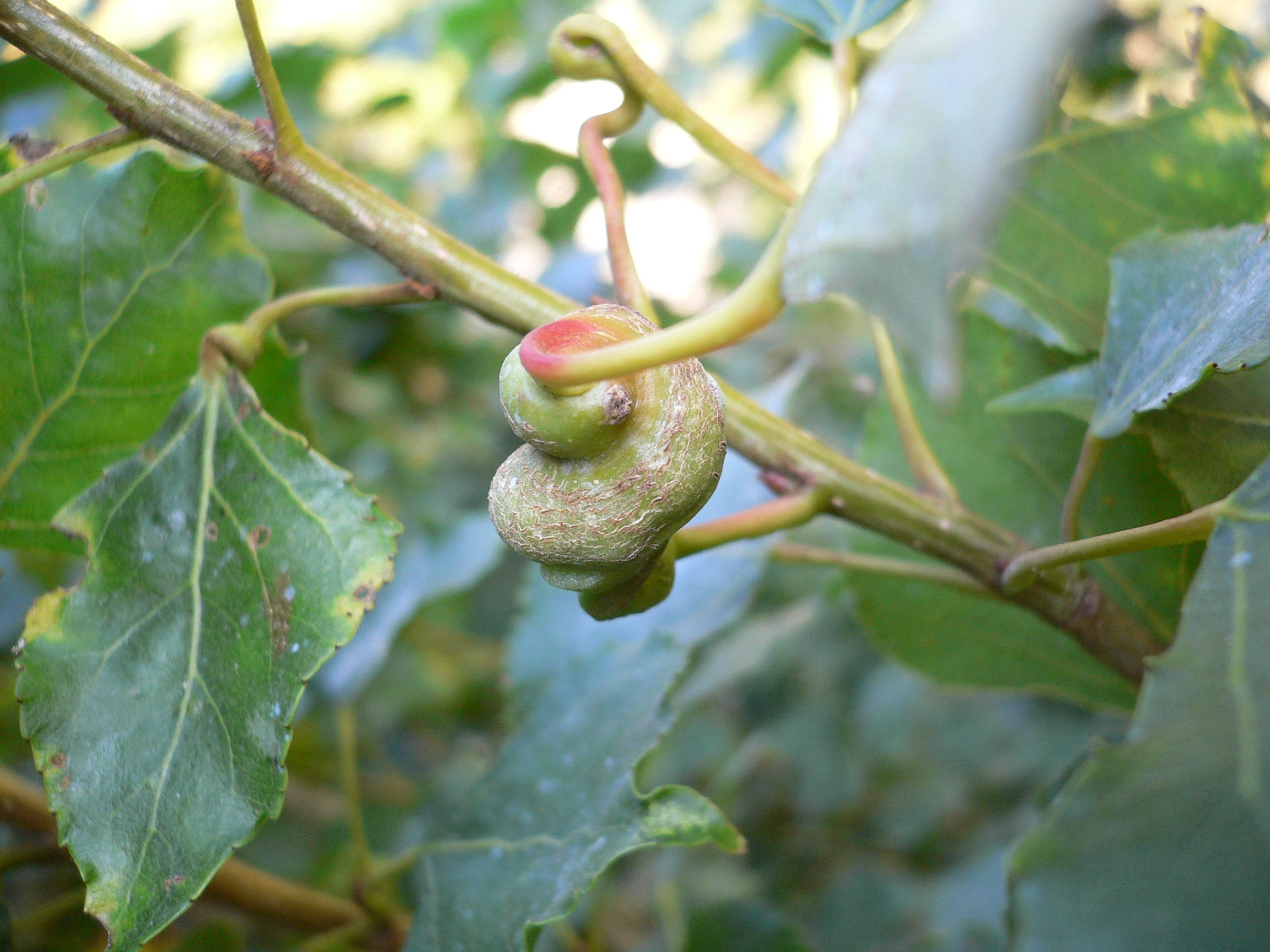
Galle der Spiralgallenlaus (Pemphigus spirothecae)
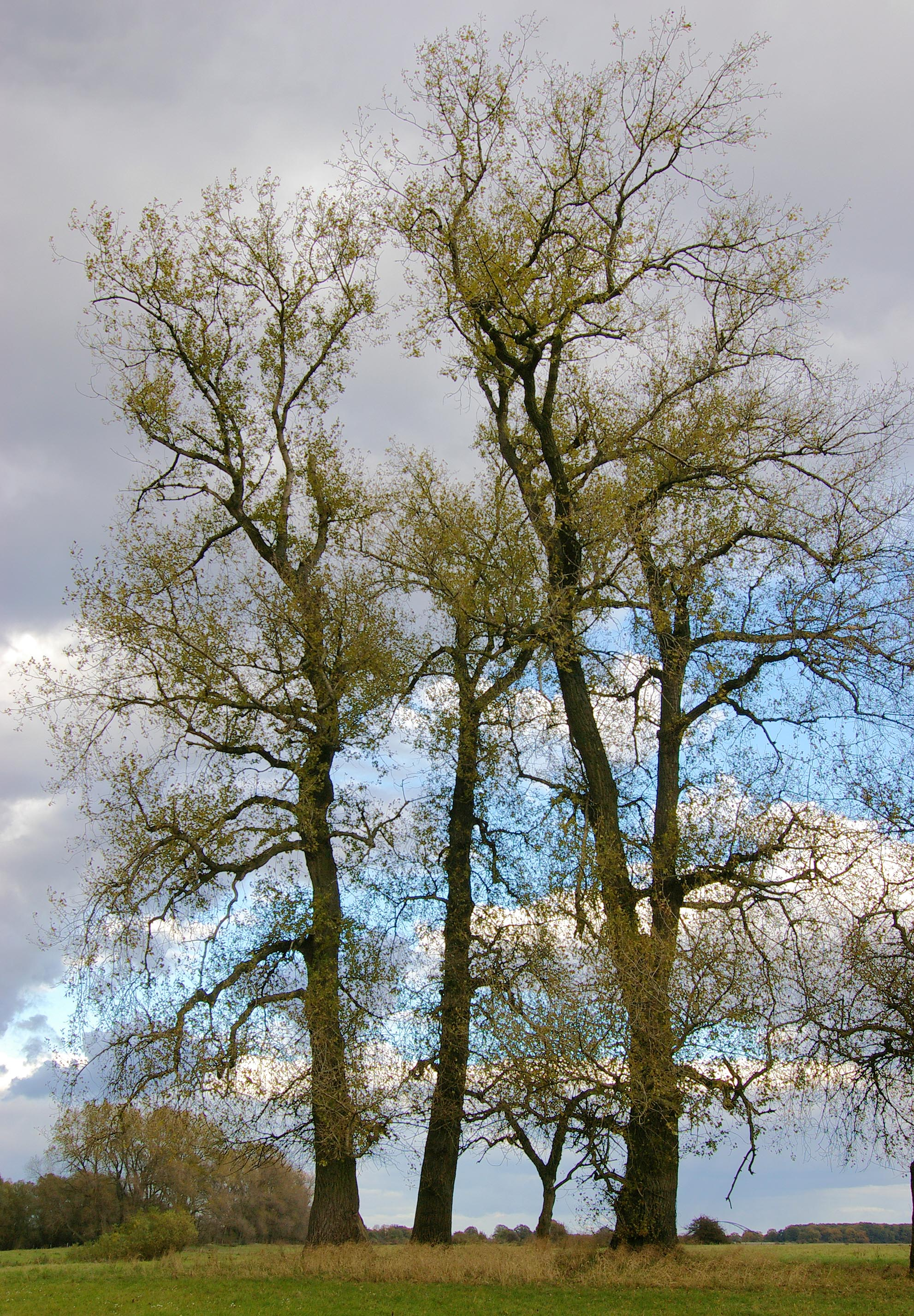
Die Silhouette wirkt viel ungleichmäßiger und knorriger verzweigt als bei Hybriden; sie erinnert mitunter eher an eine Eiche als an eine Hybridpappel
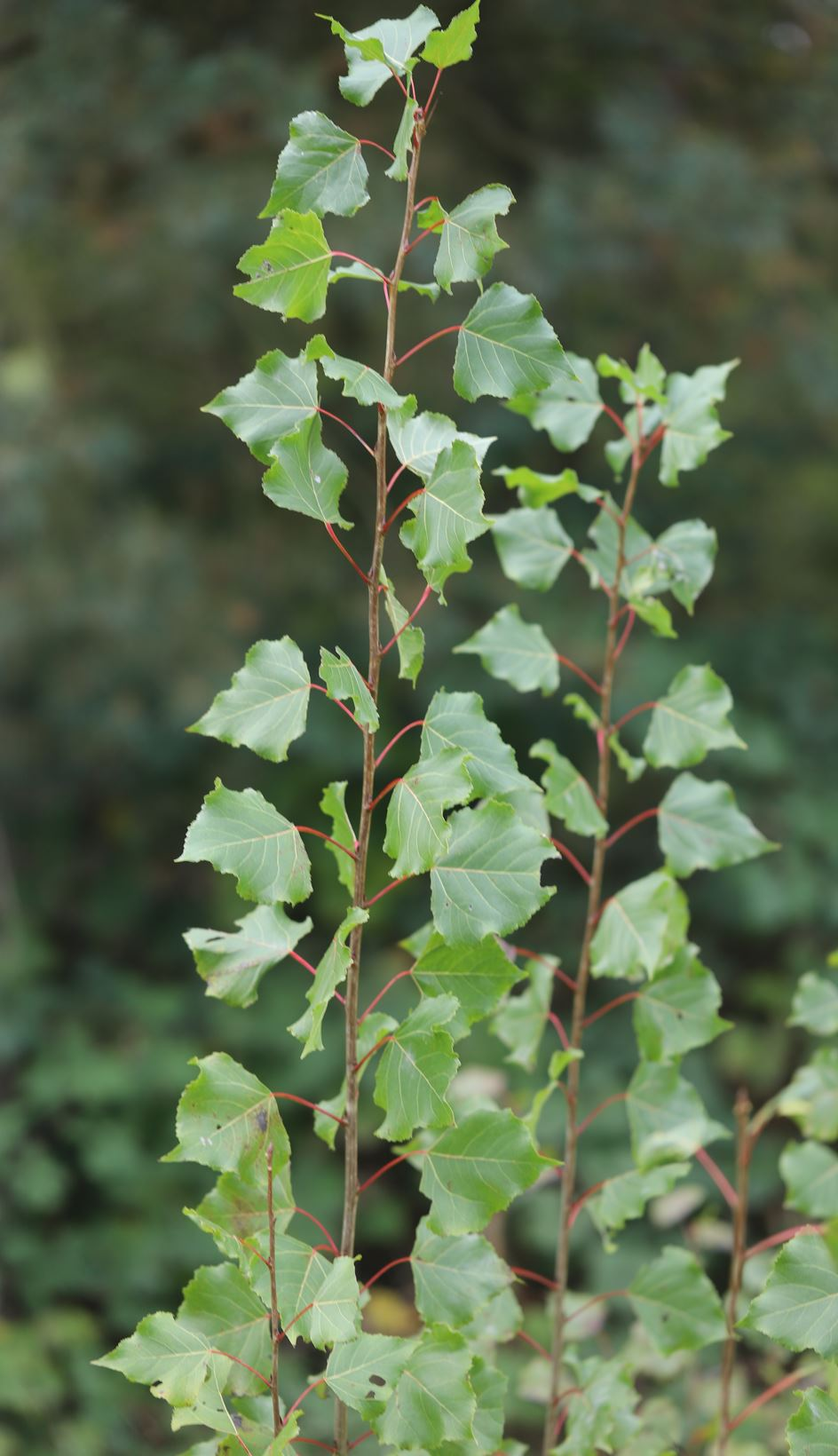
Jungpflanzen in der Schwetzinger Hardt
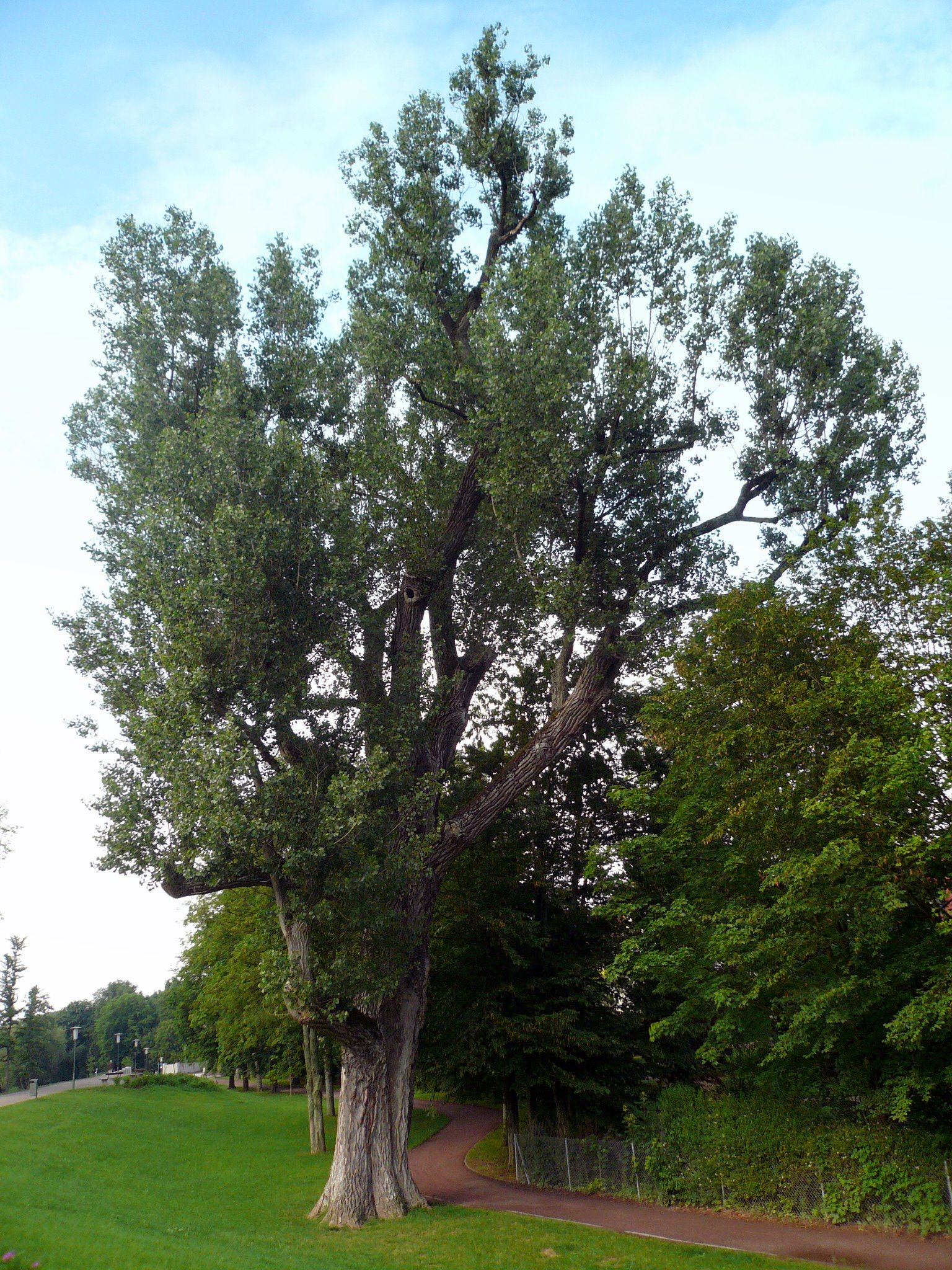
Schwarz-Pappel mit 6,80 Meter BHU bei Bad Kissingen

## Lebensgemeinschaft Schwarz-Pappel
Auf der Schwarz-Pappel entwickeln sich acht heimische Nachtschwärmer, darunter der Pappelschwärmer. Die Bäume werden auch häufig von gallenerzeugenden Insekten bewohnt; die Spiralgallenlaus ist dabei die am häufigsten zu findende Lausart. Ihr Befall bewirkt eine spiralige Drehung und Verdickung des Blattstiels. Es werden häufig die Jungpflanzen von den verschiedenen Insekten als Lebensraum und Nahrungsquelle genutzt. Chaitophorus leucomelas ist auch als „Schwarz-Pappel-Blattlaus“ bekannt. In den Blättern minieren die Raupen von Phyllocnistis extrematrix und Phyllocnistis unipunctella. Zu den sich frei bewegenden Raupen an den Blättern der Schwarz-Pappel gehören der Zickzackspinner, der Kleine Gabelschwanz, die Großkopf-Rindeneule und die Zackeneule. Zu den Blattwespenlarven an Schwarz-Pappeln zählen die Gelbe Pappelblattwespe, Stauronematus platycerus und Pristiphora conjugata.

## Vorkommen

Verbreitung der Schwarz-Pappel
Natürliche Verbreitung● Isolierte Populationen

Die Schwarz-Pappel wächst als Flussbegleiter in den gemäßigten Klimabereichen weiter Teile Europas mit Ausnahme von Skandinavien, Schottland, Irland und Nordrussland. Sie ist in größeren Beständen an den großen europäischen Flüssen Loire, Rhone, Po, Donau, Elbe, Rhein und Weichsel beheimatet. Die Art Populus nigra ist inzwischen sehr selten geworden. Gemeinhin verwechselt man sie oft mit der Hybriden Populus × canadensis (siehe unten).
Die Schwarz-Pappel stellt hohe Ansprüche an Licht und Wärme. Ihre Standorte müssen darüber hinaus sehr gut nährstoff- und gut wasserversorgt sein. Sie besiedelt bevorzugt Kies- und Sandböden, die gut durchlüftet sind. Bei entsprechenden Bedingungen sind Zuwächse von 1 Meter pro Jahr keine Seltenheit. Kurze periodische Überschwemmungen stellen kein Problem für das Gedeihen dar. Sie begünstigen sogar ihre Konkurrenzkraft gegenüber den Baumarten der Hartholzaue wie zum Beispiel den Eichen, Ulmen oder der Esche. Bei lang andauernden Überflutungen ist die Schwarz-Pappel allerdings gegenüber den Weidenarten (Salix spec.) der Weichholzaue deutlich in ihrer Wuchskraft benachteiligt. Bereiche mit stehendem Wasser werden nicht besiedelt. Dies ist der typische Lebensraum der Erlen. Schwarz-Pappeln sind unempfindlich gegen Überschotterungen und Übersandungen, weil sie am Stamm bis ins hohe Alter neue Wurzeln bilden können. Mechanische Verletzungen durch größeres Treibgut oder auch durch Treibeis heilen schnell aus. Nach Oberdorfer kommt die Schwarz-Pappel besonders im Übergangsbereich der Pflanzengesellschaften vom Salicetum albae zum Querco-Ulmetum vor.

## Systematik
Die Erstveröffentlichung von Populus nigra erfolgte durch Carl von Linné.

### Äußere Systematik
Die Populus nigra wird in die Sektion Aigeiros innerhalb der Gattung Populus gestellt. Diese Einordnung ist durch morphologische Merkmale wie durch Analysen von DNA aus den Zellkernen abgesichert. Bei Analysen der Chloroplasten-DNA wird die Art jedoch zur Sektion Populus gestellt. Eine mögliche und wahrscheinliche Erklärung dafür ist, dass die Schwarz-Pappel durch eine Hybridisierung entstand, wobei die Mutterart aus der Sektion Populus und die Vaterart aus der Sektion Aigeiros kam. Da Aigeiros-Arten nur in Nordamerika vorkommen, die Schwarz-Pappel jedoch in Europa, wird als spätester Zeitpunkt für die Entstehung die Trennung der beiden Kontinente im Miozän angesehen.

### Innere Systematik
Innerhalb der Art Populus nigra werden zwei, manchmal auch drei Unterarten unterschieden:
- Die Echte Schwarz-Pappel (Populus nigra L. subsp. nigra), ist im mittleren und südlichen Europa beheimatet und stellt die Nominatform dar. Zum Verbreitungsgebiet gehört auch noch Südwestasien, wenn nicht als dritte Unterart Populus nigra subsp. afghanica unterschieden wird. Kennzeichnend sind die kahlen (unbehaarten) Sommerblätter. Die dicke, tiefrissige Borke mit den charakteristischen horizontalen Korkwülsten weisen dagegen alle Unterarten auf.
- Die Birkenblättrige Schwarz-Pappel, Populus nigra subsp. betulifolia (Pursh) W. Wettst., ist im nordwestlichen Europa beheimatet. Die Laubblätter und junge Austriebe sind stärker (aber hinfällig) behaart.

Seit dem 17. Jahrhundert werden in Europa auch Kanadische Schwarz-Pappeln (Populus deltoides) und vor allem Bastard-Schwarz-Pappeln (Populus × canadensis), die aus Kreuzungen der amerikanischen mit der einheimischen Schwarz-Pappel hervorgegangen sind, angepflanzt. Der Anbau dieser Hybride, von denen etwa 14 verschiedene Sorten (cv) eingesetzt werden, erfolgt bis in die heutige Zeit aus ökonomischen Gründen. Die Massenleistung ist erheblich größer und die Qualität des Stammholzes ist durch den geraden Wuchs günstiger als die der autochthonen Echten Schwarz-Pappel. Hybrid-Pappeln haben in der Regel eine gleichmäßiger längsgefurchte Borke ohne horizontale Korkwülste. Auch ihre jungen Triebe weisen – im Gegensatz zu Schwarz-Pappeln – Korkrippen auf. Eine Unterscheidung nach dem äußeren Erscheinungsbild ist manchmal aber nur schwierig möglich. Über moderne genetische Methoden können Schwarz-Pappeln und deren Hybriden eindeutig identifiziert werden. Bastard-Schwarz-Pappeln haben die autochthone Nominatform fast überall verdrängt.

## Bestandssituation
In Deutschland wird die ursprüngliche Wildform der Schwarz-Pappel in den Roten Listen der Farn- und Blütenpflanzen bundesweit als „gefährdet“ eingestuft. Die beiden wichtigsten Ursachen sind:
- Vernichtung des natürlichen Lebensraums und damit auch Vernichtung des natürlichen Regenerationsraums.
- Mögliche Introgression mit der Hybridpappel (Populus × canadensis), die großflächig in Plantagen angebaut wird.

In Deutschland wurde die Schwarz-Pappel zum Baum des Jahres 2006 gewählt. Damit soll einerseits auf die Seltenheit der genetisch noch unverfälschten Exemplare aufmerksam gemacht werden – es werden landesweit nur noch einige Tausend solcher Bäume vermutet –, andererseits auch auf die Bedrohung der Biotope in Flussauen.
Rund 500 Individuen konnten für das Jahr 2006 in Nordrhein-Westfalen gezählt werden. Davon befanden sich allein 103 am Niederrhein im Kreis Wesel. Der Niederrhein wird zum ursprünglichen Verbreitungsgebiet der Schwarz-Pappel gezählt. In Westfalen sind die Vorkommen der Echten Schwarz-Pappel insbesondere im Hellweggebiet, dort vor allem in der Stadt Dortmund, im Kreis Unna und im Kreis Soest anzutreffen.
In vielen Städten und Kreisen wurden die Bestände an Schwarz- und Hybridpappeln seit Jahren systematisch dezimiert bis hin zum vollständigen Kahlschlag von Alleen und Baumreihen an Wegen und Gewässern. Begründet wird dies damit, dass neben der Verkehrssicherungspflicht Pappeln als minderwertig oder nicht ursprünglich heimische Arten angesehen werden. Neupflanzungen erfolgen, wenn, durch andere Baumarten.
Eindrucksvolle Exemplare der Schwarzpappel findet man beispielsweise am Schkeuditzer Kreuz, westlich der Autobahn bei Leipzig. Aber auch hier handelt es sich nur um wenige Bäume. Ihr unbelaubter Habitus erinnert eher an eine Eiche als an eine Pappel.
Ein sehr altes Exemplar ist die Babisnauer Pappel bei Babisnau, in der Nähe von Dresden. Weitere beeindruckende Schwarz-Pappeln im Alter von etwa 170 Jahren finden sich in einer Allee in Bliestorf, Schleswig-Holstein, südlich von Lübeck. Im Koblenzer Stadtteil Neuendorf steht der 1812 gepflanzte Hüttchesbaum.

## Erhaltungsmaßnahmen
Die Einstufung der Schwarz-Pappel in die Rote Listen der vom Aussterben bedrohten Pflanzenarten veranlasste verschiedene Akteure, sich für den Erhalt und Schutz dieser Art einzusetzen. Unter anderem engagierten sich verschiedene staatliche Stellen der Forstverwaltung, beispielsweise die Hessische Landesanstalt für Forsteinrichtung, Waldforschung und Waldökologie, die Landesforstanstalt Eberswalde, das Ministerium für Landwirtschaft, Umwelt und Klimaschutz in Brandenburg, das Bayerische Landesanstalt für Wald- und Forstwirtschaft und die Forstliche Versuchs- und Forschungsanstalt Baden-Württemberg. Die Bundesanstalt für Landwirtschaft und Ernährung ließ in mehreren Projekten die Bestände seltener Baumarten erfassen, darunter auch die der Schwarz-Pappel.
Auch verschiedene Akteure des privaten Naturschutzes kümmerten sich um den Erhalt dieser Baumart, so etwa der NABU Landesverband Sachsen, eine Privatinitiative im Naturschutzgebiet Zonser Grind bei Dormagen-Zons oder der Arbeitskreis zur Erhaltung der Neckar-Schwarzpappel. In der Hartholzaue des Naturschutzgebiets Garstadter Holz am Main wurden im Jahr 2016 insgesamt 180 Schwarzpappeln neu gepflanzt, nachdem zuvor mit Gentests der Typus der umliegenden Schwarz-Pappeln als europäisch bestimmt wurde.

## Nutzung
Vielfältig sind auch die heilkundlichen Erzählungen über die Pappel. Im 2. Jahrhundert empfahl der griechische Arzt Galen eine Salbe aus den lateinisch Oculi populi arboris oder Gemmae populi arboris und frühneuhochdeutsch noch alberbros genannten Knospen der Schwarz-Pappel gegen Entzündungen. Die Pappelsalbe (Unguentum populi) bzw. das Pappelöl (olium populinum) wurde aus den harzig klebrigen Knospen (vor allem der Schwarzpappel) zubereitet. Solche Salben finden auch heute noch Verwendung als schmerzstillender Balsam.
Die Laienärztin Hildegard von Bingen (1098–1179) empfahl, Säuglinge mit blauen Flecken in Pappelblätter zu hüllen; bei Gicht sollte ihr zufolge ein warmes Bad mit frischer Pappelrinde helfen. Arzneien auf Pappelbasis sollten wirksam sein gegen Ischias- und Ohrenschmerzen oder Harndrang.
Das glatte Holz der Schwarz-Pappel gilt als das wertvollste unter den heimischen Pappeln und ist bei Skulpturenschnitzern sehr beliebt. Gleichwohl ist Pappelholz derzeit am Markt das billigste Holz überhaupt.

## Inhaltsstoffe
Als pharmakologisch wirksame Inhaltsstoffe konnten einige Verbindungen identifiziert werden.
- Ätherische Öle
  - Caryophyllene, eine Gruppe von Sesquiterpenen
  - Cadinene, die ebenfalls zu den Sesquiterpenen gehören
- Phenylglycoside
  - Salicin, das im Darm zu Glucose und Salicylalkohol gespalten wird. Der Salicylalkohol wird in der Leber zu Salicylsäure oxidiert.
  - Tremulacin und Populin, die ebenfalls Salicylalkohol freisetzen können
- Flavonoide
  - Apigenin und Chrysin
- Tannine

## Zuchtformen
- 'Italica': Dies ist die bekannte Pyramidenpappel oder „Italienische Pappel“, die in Mitteleuropa häufig gepflanzt wird. Bei dieser stets männlichen Form verzweigt sich der Stamm im Unterschied zur Nominatform schon kurz oberhalb des Erdbodens und die Äste wachsen senkrecht aufwärts, so dass sie einen schmalen, manchmal säulenartigen Habitus aufweist. Der Ursprung dieser Sorte wird in Turkestan oder Persien vermutet.
- 'Italica Femina': Diese stets weibliche Zuchtform wird oft auch Pyramidenpappel genannt, Näheres siehe dort.
- 'Plantierensis': Diese Form ist 1855 in Metz entstanden. Sie hat einen ähnlichen Habitus wie die Pyramidenpappel 'Italica', unterscheidet sich von dieser jedoch durch behaarte Blattstiele und Zweige, die im Laufe des Sommers verkahlen.